# Ostravorwerk

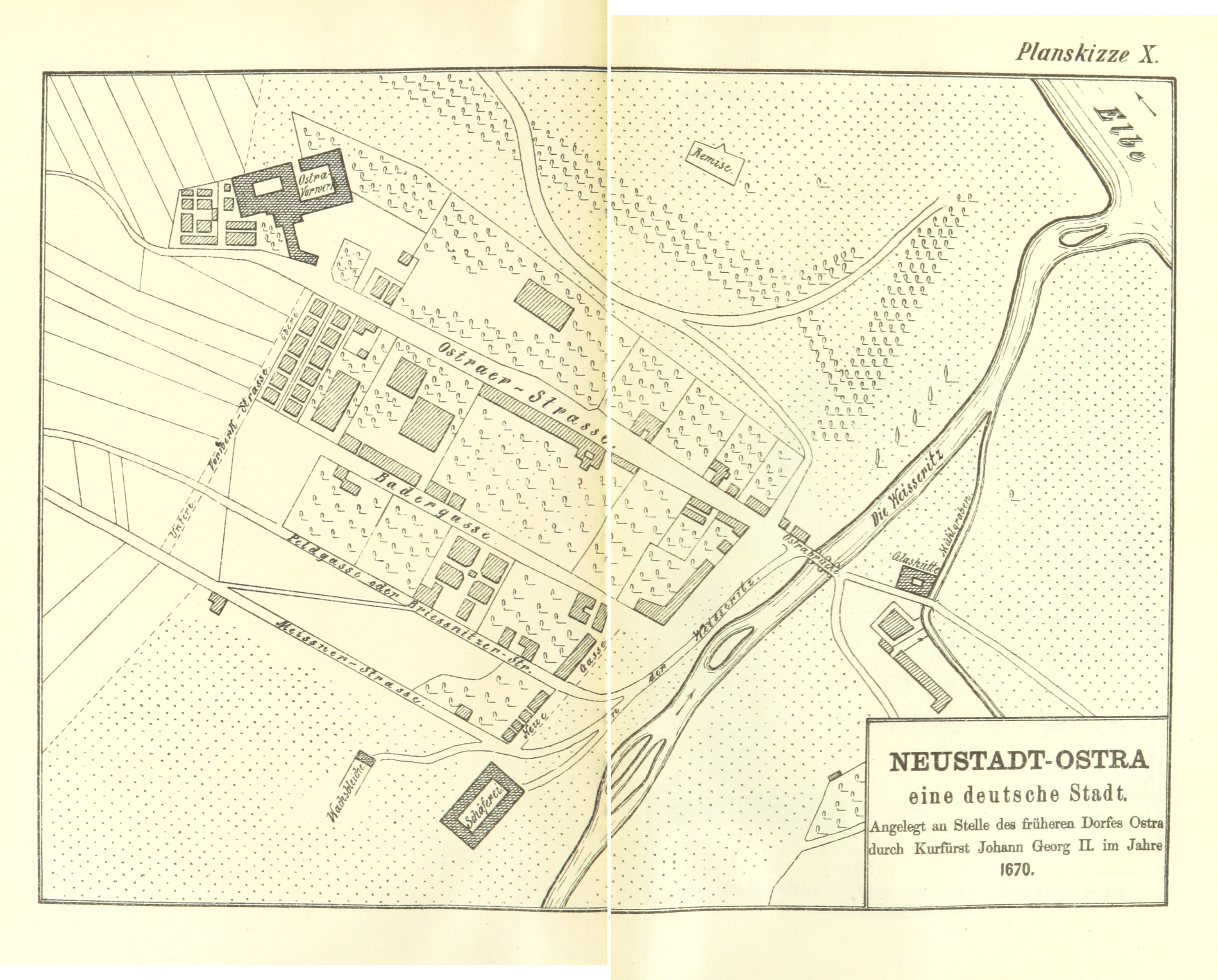
Karte von Ostra um 1670 mit Vorwerk im Nordwesten

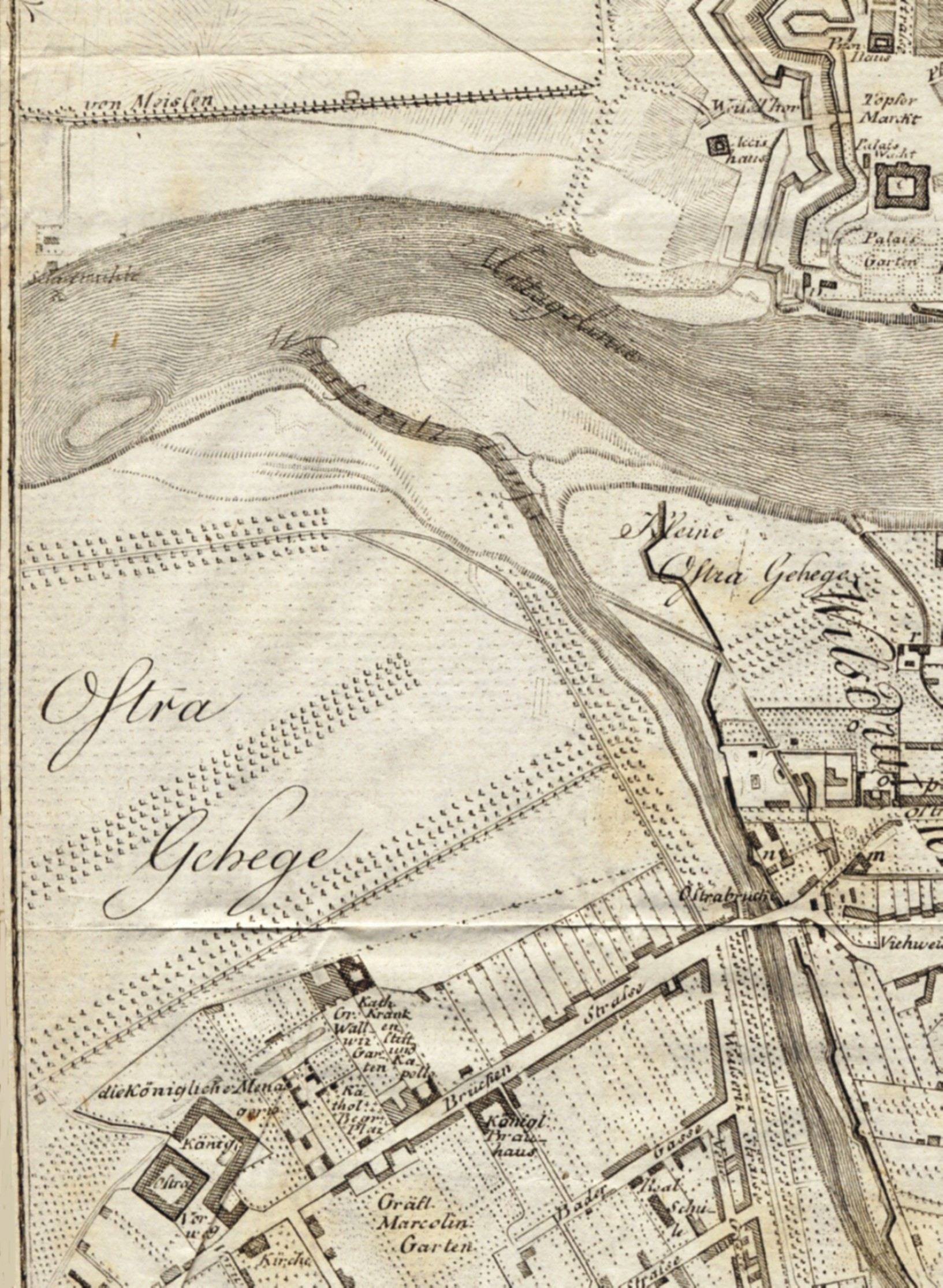
Karte von Ostra um 1809

Das Ostravorwerk war ein im Besitz des jeweiligen Landesherren befindliches landwirtschaftliches Anwesen im Dresdner Stadtteil Friedrichstadt, das hauptsächlich der Versorgung des kurfürstlichen Hofes diente.

## Geschichte

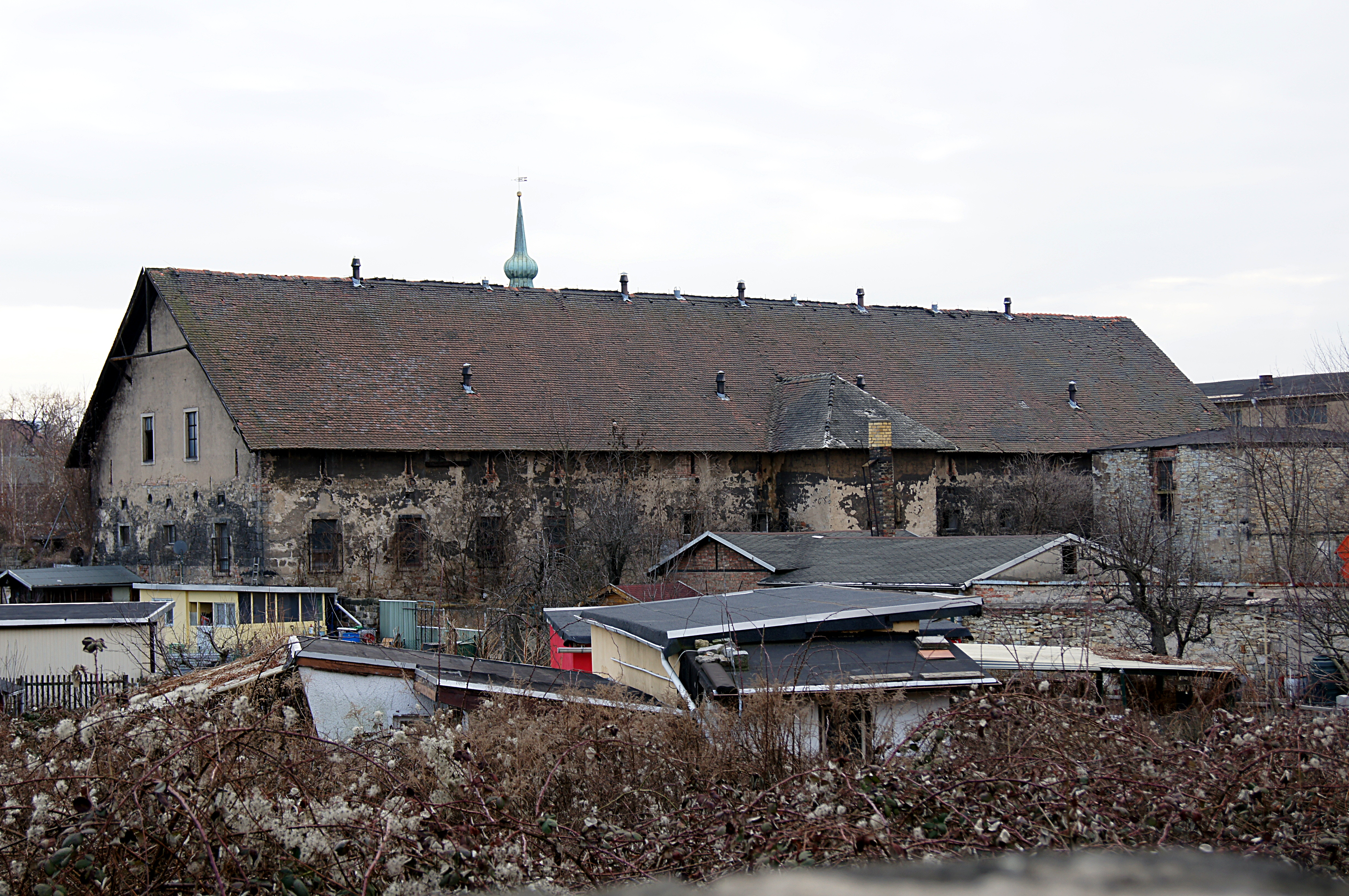
Die unter Denkmalschutz stehende Scheune des früheren Ostravorwerks

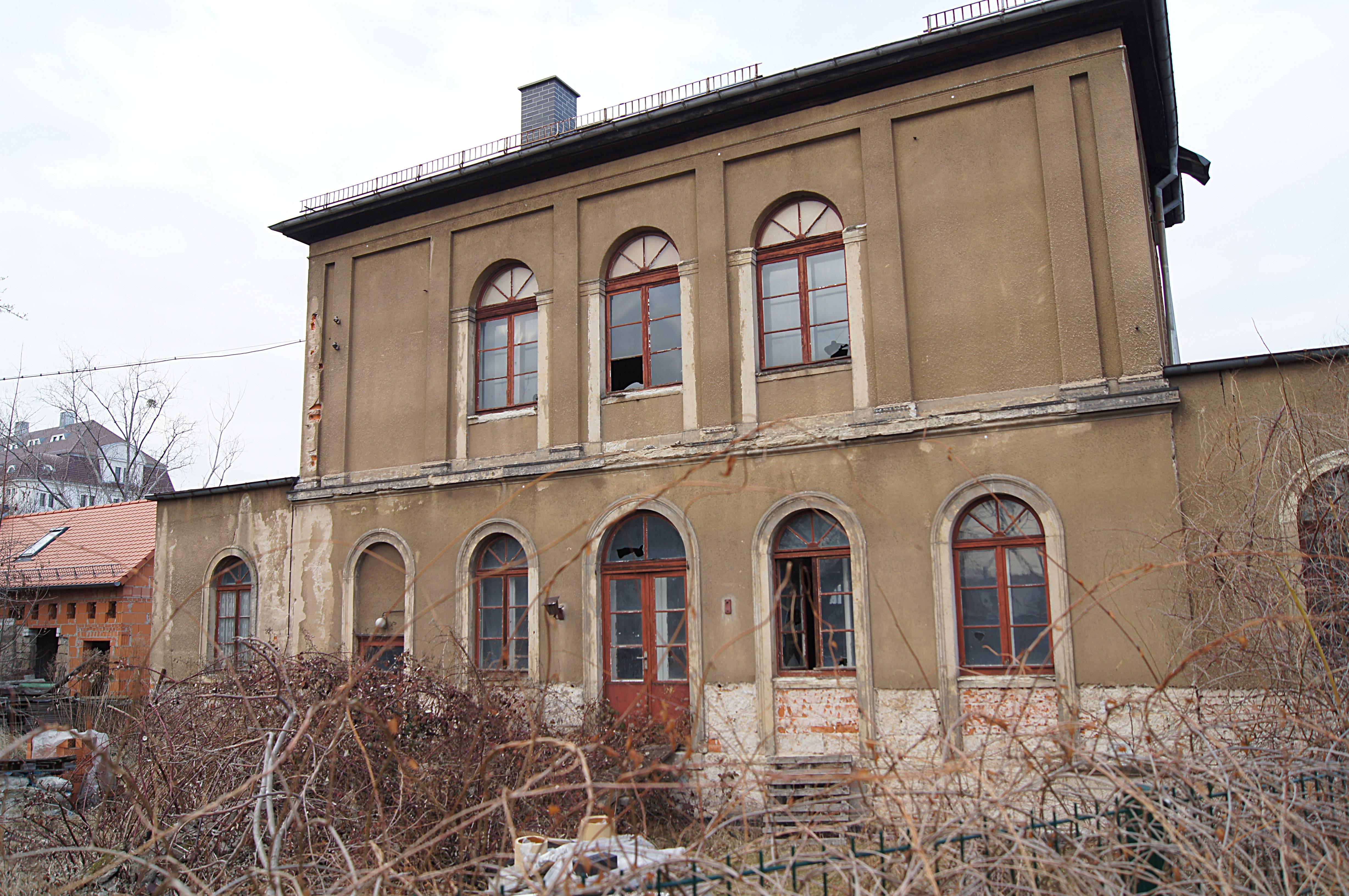
Die ehemalige Pächtervilla (Portikus-Villa) des Ostravorwerks

Das Vorwerk ging im Kern auf ein größeres landwirtschaftliches Gut in der Nähe der alten Weißeritzmündung zurück, das bis 1535 Herzog Georg dem Bärtigen, danach dem Freiberger Münzmeister Dr. Georg von Kommerstädt gehörte. 1550 erwarb der sächsische Kurfürst Moritz das Gut samt zugehörigem Land. Nach dessen Tod übernahm sein Bruder Kurfürst August das Areal und wandelte es in einen modernen landwirtschaftlichen Großbetrieb zur Versorgung des Dresdner Hofes um. Dafür erwarb er 1559 von den Meißner Bischöfen das Dorf Ostra, ließ dessen Bewohner nach Zschertnitz und Neuostra umsiedeln und das bestehende Vorwerk umbauen und erweitern.
Den Kern des Musterbetriebes bildete das aus mehreren Gebäuden und Höfen bestehende eigentliche Vorwerk an der heutigen Friedrichstraße 60 mit Viehhof, Ställen, Scheunen und Verwaltungsgebäuden. Außerdem gehörten ca. 600 Hektar Nutzfläche zum Ostravorwerk. Die Bewirtschaftung musste von Bauern aus den Dörfern der Dresdner Umgebung vorgenommen werden, die zu regelmäßigen Pflug-, Spann- und Handdiensten verpflichtet waren. Nach dem Dreißigjährigen Krieg arbeiteten auch böhmische Glaubensflüchtlinge auf den Feldern des Kammergutes, die in den sogenannten „Drescherhäusern“ untergebracht waren.
Im 18. Jahrhundert rückte die Versorgungsfunktion des Ostravorwerks zugunsten der Jagdinteressen des Hofes in den Hintergrund. Teile der Gutsfelder dienten nun als Fasanerie und Tiergarten (Menagerie). Außerdem wurden neben Rindern, Schweinen und Schafen auch exotische Arten wie Rebhühner, Biber, Büffel und zeitweise sogar Kamele gehalten. Mit zunehmender Bebauung der Friedrichstadt ging die landwirtschaftliche Nutzung weiter zurück. Stattdessen wurden in den verbliebenen Gutsgebäuden Molkereiprodukte hergestellt. Die Bewirtschaftung oblag wechselnden Pächtern, die in der 1835 errichteten, noch erhaltenen Villa Friedrichstraße 62 wohnten.
1917 wurde der Betrieb des Ostravorwerks endgültig eingestellt und die früheren Ställe und Scheunen wurden an die Dresdner Transport- und Lagerhaus-Gesellschaft vermietet. Ein Großteil der Gebäude fiel 1945 dem Bombenangriff zum Opfer. Lediglich eine Scheune und der frühere Kuhstall blieben bis zur Gegenwart erhalten und stehen, ebenso wie die Pächtervilla Friedrichstraße 62, unter Denkmalschutz. Zu DDR-Zeiten wurde das Grundstück des Ostravorwerks durch den Sekundärrohstoffhandel SERO, nach 1990 durch eine Recyclingfirma genutzt.
Am 18. April 2012 beschloss der Ausschuss für Stadtentwicklung und Bau der Stadt Dresden die Aufstellung eines vorhabenbezogenen Bebauungsplans für das ehemalige Ostravorwerk. Dieser sieht vor, das Gelände mit modernen Wohnhäusern zu bebauen, wobei die beiden verbliebenen historischen Restbauten saniert und in das Konzept einbezogen werden sollen.